# Enis Bardhi
Enis Bardhi (Macedonisch: Енис Барди) (Skopje, 2 juli 1995) is een Macedonisch voetballer die doorgaans speelt als middenvelder. In juli 2025 verruilde hij Bodrum FK voor Konyaspor. Bardhi maakte in 2015 zijn debuut in het Macedonisch voetbalelftal.

## Clubcarrière
Bardhi speelde in de jeugd van Shkupi en Brøndby. In november 2013 verkaste de middenvelder naar Prespa Birlik waarmee hij ging spelen in de Division 2, het vierde niveau van het Zweedse voetbal. Na vijf doelpunten gemaakt te hebben in tien wedstrijden, nam het Hongaarse Újpest hem over en hij tekende een contract voor drie seizoenen. Gedurende drie seizoenen stond Bardhi in de basis bij de Hongaarse club. Hij maakte in deze jaargangen respectievelijk twee, vijf en twaalf competitiedoelpunten.
Na afloop van zijn derde seizoen verkaste hij voor circa anderhalf miljoen euro naar Levante, dat hem een driejarige verbintenis voorschotelde met een optie op twee seizoenen extra. Deze optie werd in oktober 2018 gelicht. Na in totaal vijf seizoenen bij Levante verkaste Bardhi naar Trabzonspor, wat circa drie miljoen euro voor hem betaalde en hem een contract voorschotelde voor drie seizoenen met een optie op een jaar extra.
In januari 2025 vertrok hij transfervrij bij de club. Hierop tekende Bardhi voor competitiegenoot Bodrum FK. Een half seizoen later stapte de Noord-Macedoniër transfervrij over naar Konyaspor.

## Clubstatistieken
| Seizoen | Club          | Competitie        | Competitie | Competitie | Beker | Beker | Internationaal | Internationaal | Totaal | Totaal |
| Seizoen | Club          | Competitie        | Wed.       | Dlp.       | Wed.  | Dlp.  | Wed.           | Dlp.           | Wed.   | Dlp.   |
| ------- | ------------- | ----------------- | ---------- | ---------- | ----- | ----- | -------------- | -------------- | ------ | ------ |
| 2013/14 | Prespa Birlik | Division 2        | 10         | 5          | 0     | 0     | —              | —              | 10     | 5      |
| 2014/15 | Újpest        | Nemzeti Bajnokság | 21         | 2          | 8     | 0     | —              | —              | 29     | 2      |
| 2015/16 | Újpest        | Nemzeti Bajnokság | 29         | 5          | 5     | 1     | —              | —              | 34     | 6      |
| 2016/17 | Újpest        | Nemzeti Bajnokság | 29         | 12         | 2     | 1     | —              | —              | 31     | 13     |
| 2017/18 | Levante       | Primera División  | 26         | 9          | 4     | 0     | —              | —              | 30     | 9      |
| 2018/19 | Levante       | Primera División  | 36         | 3          | 2     | 0     | —              | —              | 38     | 3      |
| 2019/20 | Levante       | Primera División  | 30         | 7          | 2     | 0     | —              | —              | 32     | 7      |
| 2020/21 | Levante       | Primera División  | 26         | 1          | 4     | 1     | —              | —              | 30     | 2      |
| 2021/22 | Levante       | Primera División  | 30         | 3          | 2     | 0     | —              | —              | 32     | 3      |
| 2022/23 | Trabzonspor   | Süper Lig         | 30         | 6          | 3     | 0     | 9              | 1              | 42     | 7      |
| 2023/24 | Trabzonspor   | Süper Lig         | 35         | 6          | 7     | 0     | —              | —              | 42     | 6      |
| 2024/25 | Trabzonspor   | Süper Lig         | 8          | 0          | 0     | 0     | 5              | 0              | 13     | 0      |
| 2024/25 | Bodrum FK     | Süper Lig         | 15         | 1          | 3     | 1     | —              | —              | 18     | 2      |
| 2025/26 | Konyaspor     | Süper Lig         | 0          | 0          | 0     | 0     | —              | —              | 0      | 0      |
| Totaal  | Totaal        | Totaal            | 298        | 58         | 40    | 4     | 14             | 1              | 352    | 63     |

Bijgewerkt op 20 juli 2025.

## Interlandcarrière
Bardhi maakte zijn debuut in het Macedonisch voetbalelftal op 27 maart 2015, toen met 1–2 verloren werd van Wit-Rusland. Aleksandar Trajkovski opende nog de score namens Macedonië maar via Timofei Kalatsjev en Sergej Kornilenko wonnen de Wit-Russen alsnog. Bardhi mocht van bondscoach Boško Gjurovski in de eenendertigste minuut invallen voor Artim Položani. Zijn eerste interlanddoelpunt viel op 9 oktober 2017, toen in een kwalificatiewedstrijd voor het WK 2018 met 4–0 gewonnen werd van Liechtenstein. Visar Musliu opende de score, waarna Trajkovski de voorsprong verdubbelde. Bardhi maakte in de zevenenzestigste minuut het derde doelpunt en Arijan Ademi bepaalde de eindstand op 4–0.
In mei 2021 werd Bardhi door bondscoach Igor Angelovski opgenomen in de selectie van Noord-Macedonië voor het uitgestelde EK 2020. Op het EK werd Noord-Macedonië uitgeschakeld in de groepsfase na nederlagen tegen Oostenrijk (3–1), Oekraïne (2–1) en Nederland (0–3). Bardhi speelde in alle drie wedstrijden mee.
| Interlands van Enis Bardhi voor Macedonië en Noord-Macedonië | Interlands van Enis Bardhi voor Macedonië en Noord-Macedonië | Interlands van Enis Bardhi voor Macedonië en Noord-Macedonië | Interlands van Enis Bardhi voor Macedonië en Noord-Macedonië | Interlands van Enis Bardhi voor Macedonië en Noord-Macedonië | Interlands van Enis Bardhi voor Macedonië en Noord-Macedonië | Interlands van Enis Bardhi voor Macedonië en Noord-Macedonië |
| №                                                            | Datum                                                        | Wedstrijd                                                    | Uitslag                                                      | Competitie                                                   | Goals                                                        |                                                              |
| Als speler bij Újpest                                        | Als speler bij Újpest                                        | Als speler bij Újpest                                        | Als speler bij Újpest                                        | Als speler bij Újpest                                        | Als speler bij Újpest                                        | Als speler bij Újpest                                        |
| ------------------------------------------------------------ | ------------------------------------------------------------ | ------------------------------------------------------------ | ------------------------------------------------------------ | ------------------------------------------------------------ | ------------------------------------------------------------ | ------------------------------------------------------------ |
| 1                                                            | 27 maart 2015                                                | Macedonië – Wit-Rusland                                      | 1 – 2                                                        | EK 2016 kwalificatie                                         |                                                              |                                                              |
| 2                                                            | 30 maart 2015                                                | Macedonië – Australië                                        | 0 – 0                                                        | Vriendschappelijk                                            |                                                              |                                                              |
| 3                                                            | 8 september 2015                                             | Macedonië – Spanje                                           | 0 – 1                                                        | EK 2016 kwalificatie                                         |                                                              |                                                              |
| 4                                                            | 17 november 2015                                             | Macedonië – Libanon                                          | 0 – 1                                                        | Vriendschappelijk                                            |                                                              |                                                              |
| 5                                                            | 29 mei 2016                                                  | Azerbeidzjan – Macedonië                                     | 1 – 3                                                        | Vriendschappelijk                                            |                                                              |                                                              |
| 6                                                            | 12 november 2016                                             | Spanje – Macedonië                                           | 4 – 0                                                        | WK 2018 kwalificatie                                         |                                                              |                                                              |
| Als speler bij Levante                                       |                                                              |                                                              |                                                              |                                                              |                                                              |                                                              |
| 7                                                            | 2 september 2017                                             | Israël – Macedonië                                           | 0 – 1                                                        | WK 2018 kwalificatie                                         |                                                              |                                                              |
| 8                                                            | 5 september 2017                                             | Macedonië – Albanië                                          | 1 – 1                                                        | WK 2018 kwalificatie                                         |                                                              |                                                              |
| 9                                                            | 6 oktober 2017                                               | Italië – Macedonië                                           | 1 – 1                                                        | WK 2018 kwalificatie                                         |                                                              |                                                              |
| 10                                                           | 9 oktober 2017                                               | Macedonië – Liechtenstein                                    | 4 – 0                                                        | WK 2018 kwalificatie                                         | 67'                                                          |                                                              |
| 11                                                           | 11 november 2017                                             | Macedonië – Noorwegen                                        | 2 – 0                                                        | Vriendschappelijk                                            |                                                              |                                                              |
| 12                                                           | 23 maart 2018                                                | Finland – Macedonië                                          | 0 – 0                                                        | Vriendschappelijk                                            |                                                              |                                                              |
| 13                                                           | 27 maart 2018                                                | Azerbeidzjan – Macedonië                                     | 1 – 1                                                        | Vriendschappelijk                                            |                                                              |                                                              |
| 14                                                           | 6 september 2018                                             | Gibraltar – Macedonië                                        | 0 – 2                                                        | Nations League 2018/19                                       |                                                              |                                                              |
| 15                                                           | 9 september 2018                                             | Macedonië – Armenië                                          | 2 – 0                                                        | Nations League 2018/19                                       |                                                              |                                                              |
| 16                                                           | 13 oktober 2018                                              | Macedonië – Liechtenstein                                    | 4 – 1                                                        | Nations League 2018/19                                       |                                                              |                                                              |
| 17                                                           | 16 oktober 2018                                              | Armenië – Macedonië                                          | 4 – 0                                                        | Nations League 2018/19                                       |                                                              |                                                              |
| 18                                                           | 16 november 2018                                             | Liechtenstein – Macedonië                                    | 0 – 2                                                        | Nations League 2018/19                                       | 53'                                                          |                                                              |
| 19                                                           | 19 november 2018                                             | Macedonië – Gibraltar                                        | 4 – 0                                                        | Nations League 2018/19                                       | 27'                                                          |                                                              |
| 20                                                           | 21 maart 2019                                                | Macedonië – Letland                                          | 3 – 1                                                        | EK 2020 kwalificatie                                         |                                                              |                                                              |
| 21                                                           | 24 maart 2019                                                | Slovenië – Macedonië                                         | 1 – 1                                                        | EK 2020 kwalificatie                                         | 47'                                                          |                                                              |
| 22                                                           | 7 juni 2019                                                  | Macedonië – Polen                                            | 0 – 1                                                        | EK 2020 kwalificatie                                         |                                                              |                                                              |
| 23                                                           | 10 juni 2019                                                 | Macedonië – Oostenrijk                                       | 1 – 4                                                        | EK 2020 kwalificatie                                         |                                                              |                                                              |
| 24                                                           | 5 september 2019                                             | Israël – Noord-Macedonië                                     | 1 – 1                                                        | EK 2020 kwalificatie                                         |                                                              |                                                              |
| 25                                                           | 9 september 2019                                             | Letland – Noord-Macedonië                                    | 0 – 2                                                        | EK 2020 kwalificatie                                         | 17'                                                          |                                                              |
| 26                                                           | 16 november 2019                                             | Oostenrijk – Noord-Macedonië                                 | 2 – 1                                                        | EK 2020 kwalificatie                                         |                                                              |                                                              |
| 27                                                           | 19 november 2019                                             | Noord-Macedonië – Israël                                     | 1 – 0                                                        | EK 2020 kwalificatie                                         |                                                              |                                                              |
| 28                                                           | 5 september 2020                                             | Noord-Macedonië – Armenië                                    | 2 – 1                                                        | Nations League 2020/21                                       |                                                              |                                                              |
| 29                                                           | 8 september 2020                                             | Georgië – Noord-Macedonië                                    | 1 – 1                                                        | Nations League 2020/21                                       |                                                              |                                                              |
| 30                                                           | 8 oktober 2020                                               | Noord-Macedonië – Kosovo                                     | 2 – 1                                                        | EK 2020 kwalificatie                                         |                                                              |                                                              |
| 31                                                           | 11 oktober 2020                                              | Estland – Noord-Macedonië                                    | 3 – 3                                                        | Nations League 2020/21                                       |                                                              |                                                              |
| 32                                                           | 25 maart 2021                                                | Roemenië – Noord-Macedonië                                   | 3 – 2                                                        | WK 2022 kwalificatie                                         |                                                              |                                                              |
| 33                                                           | 28 maart 2021                                                | Noord-Macedonië – Liechtenstein                              | 5 – 0                                                        | WK 2022 kwalificatie                                         | 7'                                                           |                                                              |
| 34                                                           | 31 maart 2021                                                | Duitsland – Noord-Macedonië                                  | 1 – 2                                                        | WK 2022 kwalificatie                                         |                                                              |                                                              |
| 35                                                           | 13 juni 2021                                                 | Oostenrijk – Noord-Macedonië                                 | 3 – 1                                                        | EK 2020                                                      |                                                              |                                                              |
| 36                                                           | 17 juni 2021                                                 | Oekraïne – Noord-Macedonië                                   | 2 – 1                                                        | EK 2020                                                      |                                                              |                                                              |
| 37                                                           | 21 juni 2021                                                 | Noord-Macedonië – Nederland                                  | 0 – 3                                                        | EK 2020                                                      |                                                              |                                                              |
| 38                                                           | 2 september 2021                                             | Noord-Macedonië – Armenië                                    | 0 – 0                                                        | WK 2022 kwalificatie                                         |                                                              |                                                              |
| 39                                                           | 5 september 2021                                             | IJsland – Noord-Macedonië                                    | 2 – 2                                                        | WK 2022 kwalificatie                                         |                                                              |                                                              |
| 40                                                           | 8 september 2021                                             | Noord-Macedonië – Roemenië                                   | 0 – 0                                                        | WK 2022 kwalificatie                                         |                                                              |                                                              |
| 41                                                           | 11 november 2021                                             | Armenië – Noord-Macedonië                                    | 0 – 5                                                        | WK 2022 kwalificatie                                         | 36', 67' (pen.), 90' (pen.)                                  |                                                              |
| 42                                                           | 14 november 2021                                             | Noord-Macedonië – IJsland                                    | 3 – 1                                                        | WK 2022 kwalificatie                                         |                                                              |                                                              |
| 43                                                           | 24 maart 2022                                                | Italië – Noord-Macedonië                                     | 0 – 1                                                        | WK 2022 kwalificatie                                         |                                                              |                                                              |
| 44                                                           | 29 maart 2022                                                | Portugal – Noord-Macedonië                                   | 2 – 0                                                        | WK 2022 kwalificatie                                         |                                                              |                                                              |
| 45                                                           | 2 juni 2022                                                  | Bulgarije – Noord-Macedonië                                  | 1 – 1                                                        | Nations League 2022/23                                       |                                                              |                                                              |
| 46                                                           | 5 juni 2022                                                  | Gibraltar – Noord-Macedonië                                  | 0 – 2                                                        | Nations League 2022/23                                       | 21'                                                          |                                                              |
| 47                                                           | 9 juni 2022                                                  | Noord-Macedonië – Georgië                                    | 0 – 3                                                        | Nations League 2022/23                                       |                                                              |                                                              |
| 48                                                           | 12 juni 2022                                                 | Noord-Macedonië – Gibraltar                                  | 4 – 0                                                        | Nations League 2022/23                                       | 4'                                                           |                                                              |
| Als speler bij Trabzonspor                                   |                                                              |                                                              |                                                              |                                                              |                                                              |                                                              |
| 49                                                           | 23 september 2022                                            | Georgië – Noord-Macedonië                                    | 2 – 0                                                        | Nations League 2022/23                                       |                                                              |                                                              |
| 50                                                           | 26 september 2022                                            | Noord-Macedonië – Bulgarije                                  | 0 – 1                                                        | Nations League 2022/23                                       |                                                              |                                                              |
| 51                                                           | 17 november 2022                                             | Noord-Macedonië – Finland                                    | 1 – 1                                                        | Vriendschappelijk                                            | 75' (pen.)                                                   |                                                              |
| 52                                                           | 20 november 2022                                             | Noord-Macedonië – Azerbeidzjan                               | 1 – 3                                                        | Vriendschappelijk                                            | 25' (pen.)                                                   |                                                              |
| 53                                                           | 23 maart 2023                                                | Noord-Macedonië – Malta                                      | 2 – 1                                                        | EK 2024 kwalificatie                                         |                                                              |                                                              |
| 54                                                           | 27 maart 2023                                                | Noord-Macedonië – Faeröer                                    | 1 – 0                                                        | Vriendschappelijk                                            |                                                              |                                                              |
| 55                                                           | 16 juni 2023                                                 | Noord-Macedonië – Oekraïne                                   | 2 – 3                                                        | EK 2024 kwalificatie                                         | 31' (pen.)                                                   |                                                              |
| 56                                                           | 19 juni 2023                                                 | Engeland – Noord-Macedonië                                   | 7 – 0                                                        | EK 2024 kwalificatie                                         |                                                              |                                                              |
| 57                                                           | 9 september 2023                                             | Noord-Macedonië – Italië                                     | 1 – 1                                                        | EK 2024 kwalificatie                                         | 81'                                                          |                                                              |
| 58                                                           | 12 september 2023                                            | Malta – Noord-Macedonië                                      | 0 – 2                                                        | EK 2024 kwalificatie                                         |                                                              |                                                              |
| 59                                                           | 14 oktober 2023                                              | Oekraïne – Noord-Macedonië                                   | 2 – 0                                                        | EK 2024 kwalificatie                                         |                                                              |                                                              |
| 60                                                           | 17 oktober 2023                                              | Noord-Macedonië – Armenië                                    | 3 – 1                                                        | Vriendschappelijk                                            |                                                              |                                                              |
| 61                                                           | 17 november 2023                                             | Italië – Noord-Macedonië                                     | 5 – 2                                                        | EK 2024 kwalificatie                                         |                                                              |                                                              |
| 62                                                           | 20 november 2023                                             | Noord-Macedonië – Engeland                                   | 1 – 1                                                        | EK 2024 kwalificatie                                         | 41'                                                          |                                                              |
| 63                                                           | 22 maart 2024                                                | Noord-Macedonië – Moldavië                                   | 1 – 1                                                        | Vriendschappelijk                                            |                                                              |                                                              |
| 64                                                           | 25 maart 2024                                                | Montenegro – Noord-Macedonië                                 | 1 – 0                                                        | Vriendschappelijk                                            |                                                              |                                                              |
| 65                                                           | 7 september 2024                                             | Faeröer – Noord-Macedonië                                    | 1 – 1                                                        | Nations League 2024/25                                       | 49' (pen.)                                                   |                                                              |
| 66                                                           | 10 september 2024                                            | Noord-Macedonië – Armenië                                    | 2 – 0                                                        | Nations League 2024/25                                       | 70'                                                          |                                                              |
| 67                                                           | 10 oktober 2024                                              | Letland – Noord-Macedonië                                    | 0 – 3                                                        | Nations League 2024/25                                       |                                                              |                                                              |
| 68                                                           | 13 oktober 2024                                              | Armenië – Noord-Macedonië                                    | 0 – 2                                                        | Nations League 2024/25                                       |                                                              |                                                              |
| 69                                                           | 14 november 2024                                             | Noord-Macedonië – Letland                                    | 1 – 0                                                        | Nations League 2024/25                                       |                                                              |                                                              |
| 70                                                           | 17 november 2024                                             | Noord-Macedonië – Faeröer                                    | 1 – 0                                                        | Nations League 2024/25                                       |                                                              |                                                              |
| Als speler bij Bodrum FK                                     |                                                              |                                                              |                                                              |                                                              |                                                              |                                                              |
| 71                                                           | 22 maart 2025                                                | Liechtenstein – Noord-Macedonië                              | 0 – 3                                                        | WK 2026 kwalificatie                                         |                                                              |                                                              |
| 72                                                           | 25 maart 2025                                                | Noord-Macedonië – Wales                                      | 1 – 1                                                        | WK 2026 kwalificatie                                         |                                                              |                                                              |
| 73                                                           | 6 juni 2025                                                  | Noord-Macedonië – België                                     | 1 – 1                                                        | WK 2026 kwalificatie                                         |                                                              |                                                              |
| 74                                                           | 9 juni 2025                                                  | Kazachstan – Noord-Macedonië                                 | 0 – 1                                                        | WK 2026 kwalificatie                                         |                                                              |                                                              |

Bijgewerkt op 20 juli 2025.